# Arnia (vlinder)
Arnia is een geslacht van vlinders van de familie van de grasmotten (Crambidae), uit de onderfamilie van de Spilomelinae. De wetenschappelijke naam voor dit geslacht is voor het eerst gepubliceerd in 1849 door Achille Guenée. 
Dit geslacht is monotypisch, dat wil zeggen dat het maar één soort heeft namelijk Arnia nervosalis Guenée, 1849.